# جورج كيتس (سياسي)
جورج كيتس هو سياسي أمريكي، ولد في 28 فبراير 1797 في إنجلترا في المملكة المتحدة، وتوفي في 24 ديسمبر 1841 في كنتاكي في الولايات المتحدة.